# Henri Ottmann

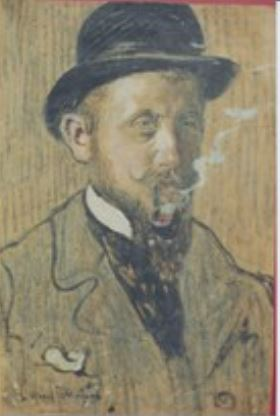
Zelfportret van de kunstenaar op 20

Henri Louis Ottmann (Henri Ottmann of Henry Ottmann) (Ancenis (Loire-Atlantique), 10 april 1877 – Vernon (Eure), 11 juni 1927), was een Franse kunstschilder en graficus.

## Biografie
Henri Ottmann ging op jonge leeftijd in Brussel wonen, waar hij reeds in 1898 lid werd van de pas opgerichte "Cercle Labeur". De oprichters Jules Merckaert, André Van der Straeten, Jules Potvin, Auguste Oleffe, Jules Herbays, Médard Tytgat en Léon Ledent trokken nieuwe artistieke talenten van verschillende kunstdisciplines aan, boden hen een gratis atelier aan en organiseerden tentoonstellingen. Hierdoor kwam Ottmann in contact met leden van de latere Brabantse fauvisten en de School van Tervuren, in welke kringen hij tijdens zijn verblijf in België dikwijls zou vertoeven.
Hij had een grote invloed op de artistieke ontwikkeling van Charles Dehoy, die na de eeuwwisseling via zijn vriend Ferdinand Schirren ook tot de "Cercle Labeur" was toegetreden.
Op 22 oktober 1902 huwde hij in Elsene met Marie Céline André Capron. Zij zal later dikwijls door hem geportretteerd worden.
In 1905 verhuisde hij naar Montmartre. Hierdoor wordt hij tot de schilders van Montmartre gerekend. Vandaar reisde hij diverse malen naar La Baule en omgeving waar hij verschillende werken maakte. Ook in Nantes en Seine-et-Oise zou hij regelmatig verblijven.
Hij werd een bekend kunstschilder die dikwijls deelnam aan exposities. Hij had een bijzondere reputatie als portretschilder.
1919 verzorgde hij samen met Paul Signac, Henriette Tirman en andere kunstenaars de illustraties in houtsnede voor het tijdschrift "La Gerbe".

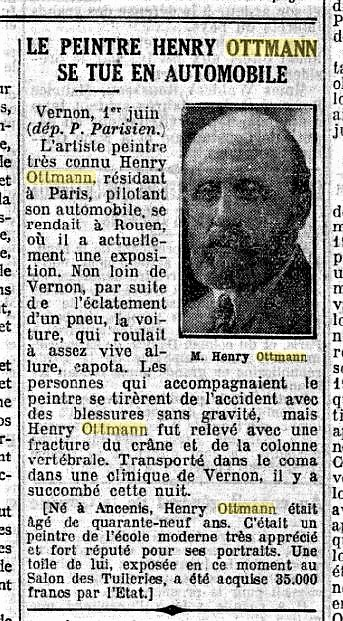
"Le Petit Parisien", "Le peintre Henry Ottmann se tue en automobile", 2 juli 1927

Hij stierf in Vernon op 1 juni 1927 ten gevolge van een auto-ongeluk.

## Exposities (selectie)
1903: "La Libre Esthétique" in Brussel met drie verschillende zichten op het station Brussel-Luxemburg (Elsene)
1904: "La Libre Esthétique".
1905: "Salon des Indépendants", het Salon d'Automne, het "Salon Société Nationale des Beaux-Arts" en het "Salon des Tuileries" in Parijs.
1911: samen met Armand Guillaumin, Henri Lebasque en anderen op de tentoonstelling "Artistes de la Société Moderne" in de Galerie Paul Durand-Ruel.
1912: galerie Eugène Druet.
1920: samen met o.a. Manguin, Tirman, Alexandre-Paul Canu in de "galerie Marcel Bernheim".
1921: galerie Druet.
1922: "Exposition du Cercle Artistique de Bruxelles" samen met Paul-Albert Besnard, Pierre Bonnard, Raoul Dufy, Othon Friesz, Charles Guérin, André Lhote, Henri Matisse, Paul Signac, Maurice de Vlaminck en anderen.
1926: galerie "L.Dru" (Parijs) en in de Parijse galerie "La Palette Française"
1927: galerie "Armand Drouand".

## Werken
Henri Ottmann liet een zeer divers oeuvre na. Hij wijdde zich vooral aan de moderne onderwerpen van zijn tijd zoals treinstations en boulevards, maar hij interesseerde zich ook voor landschappen, vooral die van zijn geboortestreek, die hij kleurrijk en met veel gevoel afbeeldde.
De werken van Henri Ottmann worden onderverdeeld in portretten en zelfportretten, landschappen zwaarbewolkte luchten, vrouwen in diverse verschijningen, populaire taferelen, bloemen, waterlopen en zeezichten.
In 1903 exposeerde hij op de tentoonstelling van La Libre Esthétique in Brussel drie zichten op het station Brussel-Luxemburg (grondgebied Elsene) in verschillende atmosferische omstandigheden (wind, vorst, mist), waaronder het schilderij "Station Brussel-Luxemburg" (1903) één van zijn meesterwerken, dat zich nu in het Musée d'Orsay bevindt. Vanaf het station Brussel-Luxemburg vertrokken in die tijd de treinen naar het zuiden van het land. Het werk is in de open lucht geschilderd of in ieder geval begonnen. Voor zijn compositie staat de schilder op een brug die de sporen overspant. De kleuren doen denken aan Renoir voor wie Ottmann een grote bewondering had. Maar ook bij Monet haalde hij inspiratie. Van "Station Saint-Lazare: signalen" (1877, Hannover, Niedersachsisches Landesmuseum) ontleende hij het motief van het signaal dat abrupt uit het frame komt. Het vogelperspectief zorgt voor een enorme ruimte op de voorgrond waar de kunstenaar om louter decoratieve redenen met het repetitief patroon van de rails speelt.
In het begin van de 20ste eeuw start hij met zijn naakten in open lucht.
Zijn landschappen, zoals "Het strand van Pornichet" uit 1920 en de "Haven van Marseille" zijn beïnvloed door het fauvisme.
Rond 1920 schilderde hij La Goulue (pseudoniem van Louise Weber) die model heeft gestaan voor verschillende schilders, waaronder Henri de Toulouse-Lautrec en August Renoir.

## Musea
Het Museum voor Schone Kunsten van Nantes bezit een tiental schilderijen van de schilder, waaronder "L'Étal Marseillais", "L'Erdre au pont d'Orléans" en "Portret van de kunstenaar".
Het schilderij "La Gare du Luxembourg in Brussel" wordt bewaard in Parijs in het Musée d'Orsay.
Het "Fonds National d'Art Contemporain" bewaart een aantal van zijn werken, waaronder de 'Courtisane Endormie' (1920).
Bij de voorstelling van de expositie "Modernités plurielles" in het "Musée National d'Art Moderne" in Parijs in de periode 2013-2015, werd Henri Ottmanns "Courtisane Endormie" ondergebracht bij de "academische schilders". Dit doek bevond zich te midden van De geboorte van Venus van Alexandre Cabanel en "De Naakten" van Rafael.

## Galerij

Œuvres d'Henri Ottmann
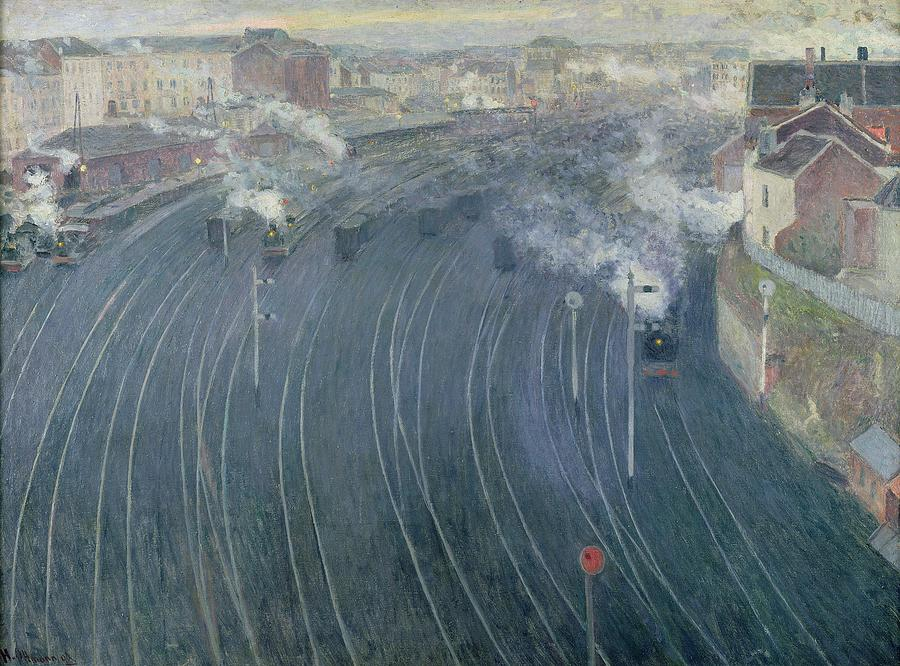
Luxemburg Station in Brussel (1903), Parijs, Musée d'Orsay
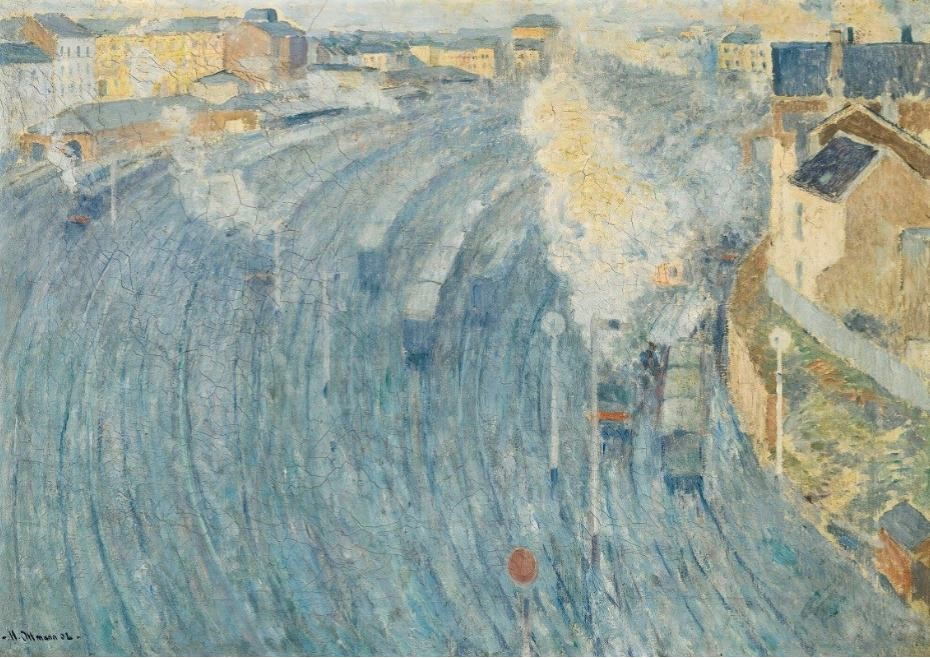
Station Luxemburg in de ochtendmist
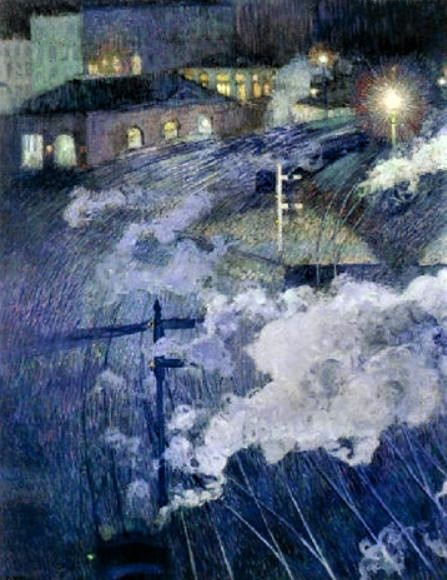
Gare du Luxembourg (vorst)
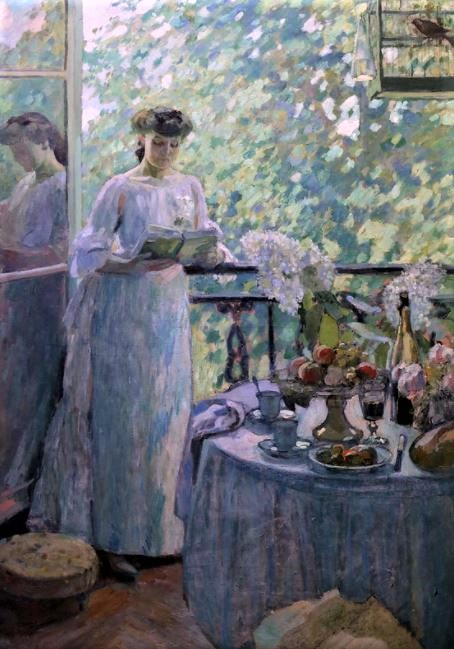
Madame Ottmann
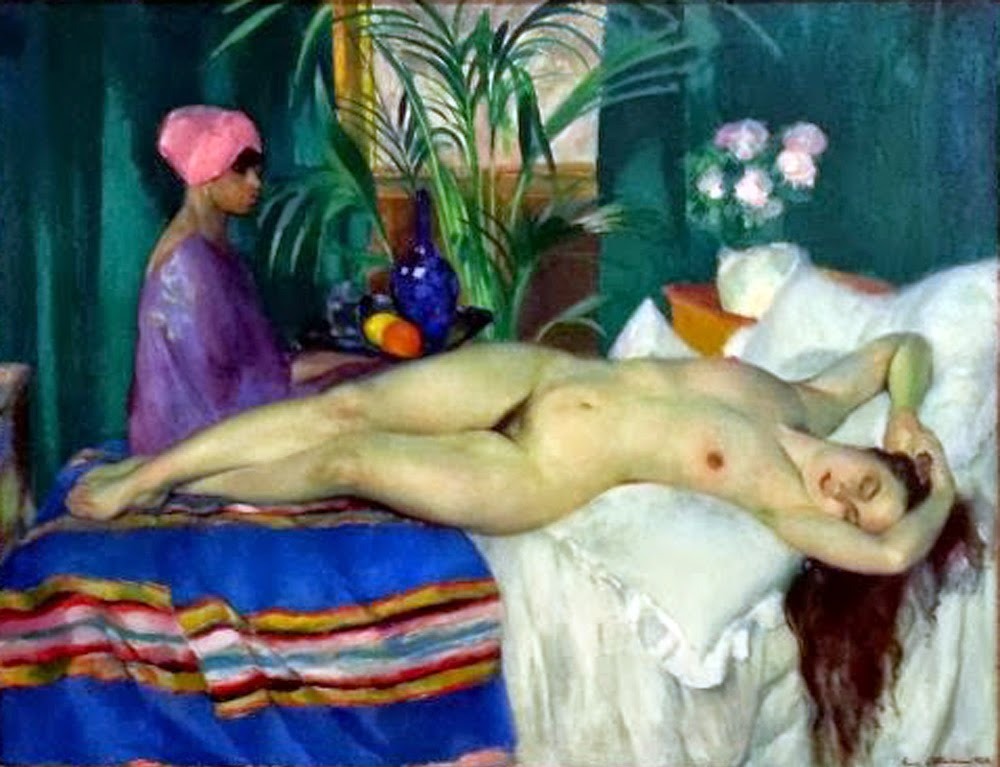
Courtisane Endormie (1920), Parijs Centre Pompidou
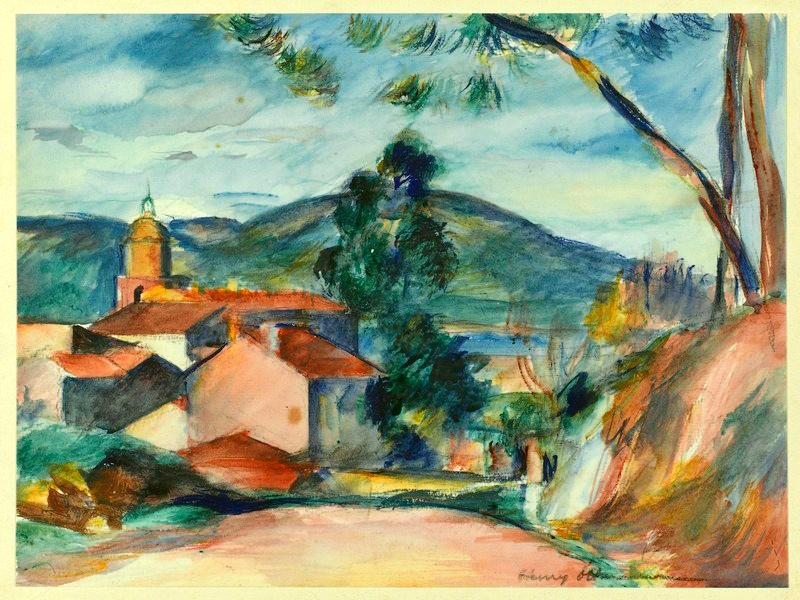
Saint-Tropez (1927), Parijs, Centre Pompidou
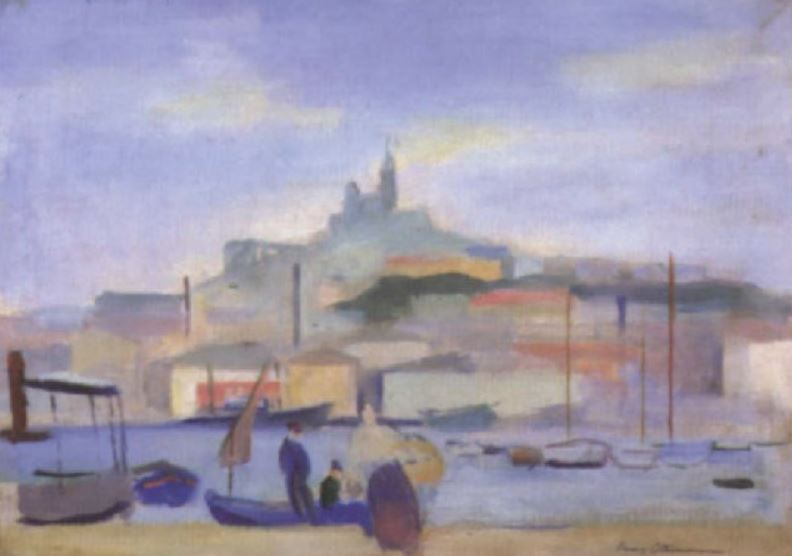
Le port de Marseille
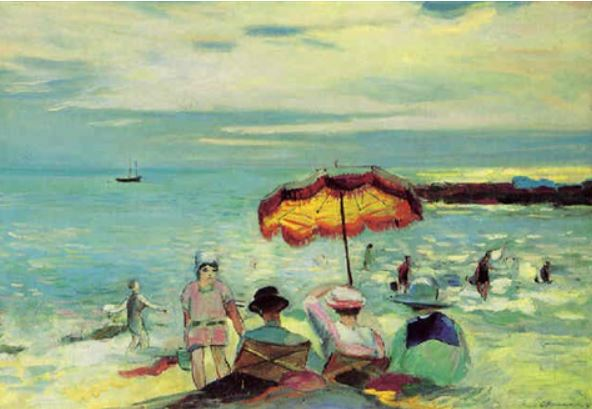
Strand met mensen
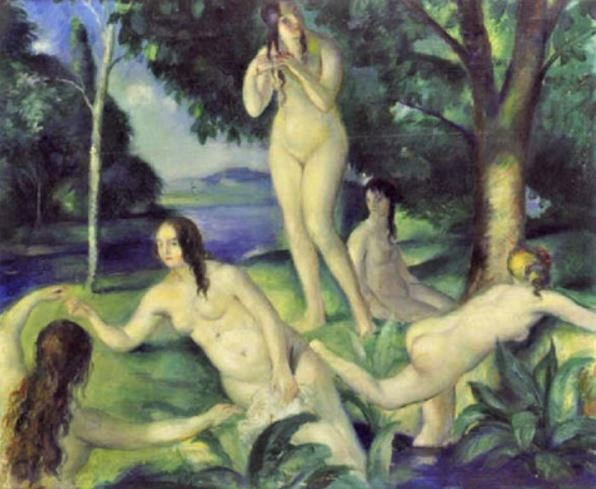
Les baigneuses (1927)
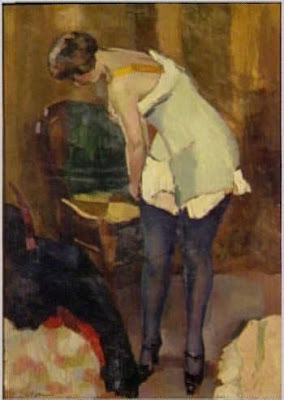
Vrouw met blauwe kousen (1917), Parijs Centre Pompidou
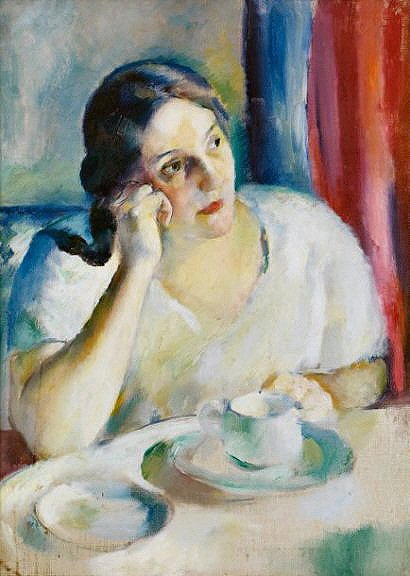
Portret van Mevrouw Ottmann
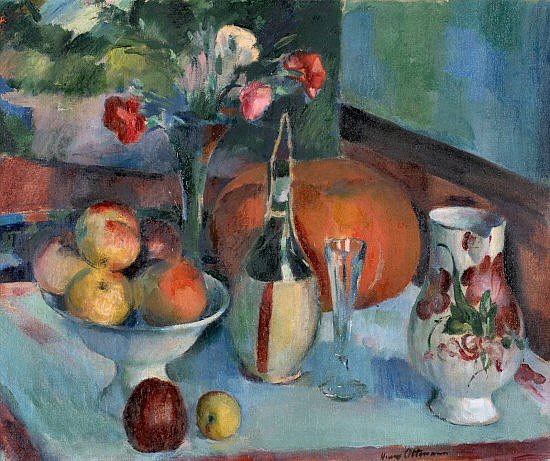
Stilleven met fruit

## Opmerkingen en referenties
1. ↑  Dictionnaire des peintres à Montmartre. Gearchiveerd op 18 december 2021. Geraadpleegd op 14 november 2023.
2. 1 2  Le Petit Parisien, "Le peintre Henry Ottmann se tue en automobile", 2 juli 1927. Gearchiveerd op 17 juli 2023. Geraadpleegd op 12/12/2021.
3. ↑  La Gerbe; 1921/04 (A3,N31) BnF. Gearchiveerd op 24 januari 2023.
4. ↑  La Gerbe; 1919-1921; Gallica BnF (geraadpleegd op 12/12/2021)
5. ↑  Société des artistes indépendants : catalogue de la 21me exposition, 1905; p 184 (180) Metropolitan Museum of Art Libraries. Gearchiveerd op 4 maart 2016. (geraadpleegd op 14/11/2023)
6. ↑  L'Europe nouvelle, 1926/04/03 (N424), p. 432 Gallica BnF. Gearchiveerd op 17 juli 2023.
7. ↑  Salon d'automne 1905, Catalogue des ouvrages de peinture, sculpture, dessin, gravure, architecture et art décoratif archive.org (geraadpleegd op 14/11/2023)
8. ↑  Comoedia, 1926/05/21 (A20,N4895) Gallica BnF. Gearchiveerd op 27 juli 2023.
9. ↑  Artistes de la Société Moderne Catalogue des Oeuvres exposées par les Artistes Membres de la Société Moderne du 6 au 25 février 1911. (Galerie DURAND-RUEL) 3ème année; Catalogue des Oeuvres exposées par les Artistes Membres de la Société Moderne du 10 février au 2 mars 1912. (Galerie DURAND-RUEL)
10. ↑  L'Art et les artistes : revue mensuelle d'art ancien et moderne, 1912/04 (T15)-1912/09., p.187; Gallica BnF. Gearchiveerd op 17 juli 2023.
11. ↑  Gazette des beaux-arts (Paris), 1920/03/15 (N5), p.36 Gallica BnF. Gearchiveerd op 24 januari 2023.
12. ↑  Chronique des arts et de la curiosité, "Concours et expositions Paris". Gearchiveerd op 17 juli 2023. Geraadpleegd op 12/12/2021.
13. ↑  L'Art et les artistes : revue mensuelle d'art ancien et moderne, 1921/10 (T4,N20)-1922/07 (T5,N29)., p.404 Gallica BnF. Gearchiveerd op 17 juli 2023.
14. ↑  worldcat.org. Gearchiveerd op 14 december 2021.
15. ↑  L'Art et les artistes : revue mensuelle d'art ancien et moderne, 1926/10 (A21,T14,N70)-1927/02 (A21,T14,N74), p.69 Gallica BnF. Gearchiveerd op 17 juli 2023.
16. ↑  L'Art et les artistes : revue mensuelle d'art ancien et moderne, 1925/10 (T12,N60)-1926/02 (T12,N64), p.179 Gallica BnF. Gearchiveerd op 17 juli 2023.
17. ↑  L'Art et les artistes : revue mensuelle d'art ancien et moderne, 1927/03 (T15,N75)-1927/07 (T15,N79), p.248 Gallica BnF. Gearchiveerd op 17 juli 2023.
18. ↑  Bernard Toublanc-Michel (2020). Henry Ottmann (1877-1927) - Catalogue raisonné. Editions Le Livre d'Art - Ouvrage broché - 263 pages - Textes en Français -, 263 p.. ISBN 9782355323355. Gearchiveerd op 17 juli 2023.
19. ↑  Centre Pompidou Henry Ottmann. Gearchiveerd op 17 juli 2023. Geraadpleegd op 12/12/2021.

- Bibliothèque nationale de France: cb14920133x (data)
- Gemeinsame Normdatei: 1221966790
- International Standard Name Identifier: 0000 0000 6791 9303
- RKD-Nederlands Instituut voor Kunstgeschiedenis: 61163
- Système universitaire de documentation: 181142007
- Union List of Artist Names: 500017192
- Virtual International Authority File: 95786710